# 1843 Jarmila
1843 Jarmila eller 1972 AB är en asteroid i huvudbältet som upptäcktes den 14 januari 1972 av den tjeckiske astronomen Luboš Kohoutek vid Bergedorf-observatoriet. Den har fått sitt namn efter upptäckarens mor, Jarmila Kohoutkova.
Asteroiden har en diameter på ungefär 11 kilometer.